# 梁茵 (中国大陆)
梁茵（1977年1月—），祖籍山东荣成，北京人，毕业于中国传媒大学，1998年加盟凤凰卫视，是凤凰卫视著名主持人。

## 生平
1977年，梁茵出生在北京市301医院，祖籍山东荣成，未满1岁，梁茵就开始上学，在幼儿园受教育，6岁开始读小学。
1989年到1991年，梁茵在银河少年艺术团戏剧班学习艺术。
1991年到1993年，梁茵正是出道参演电视剧，如：《太阳鸽》、《张培英》、《戏说慈禧》。
1995年，梁茵考上中国传媒大学的播音系。
1998年，梁茵读大三的时候加盟凤凰卫视。

## 作品
- 《相聚凤凰台》
- 《DV新世代》
- 《九州深呼吸》
- 《挑战丝绸之路》
- 《连线2008》
- 《中国江河水》
- 《新闻今日谈》（北京版，前任）
- 《周末龙门阵》（于2022年1月随凤凰卫视改版而停播）